# 카린 켈러주터
카린 마리아 켈러주터(독일어: Karin Maria Keller-Sutter, 스위스 표준 독일어 발음: [ˈkaːʁiːn ˈkɛlər ˈzʊtər], 1963년 12월 22일~)는 스위스의 정치인으로 2019년부터 스위스 연방 의회 의원으로 활동해 왔다. 스위스 자유민주당의 당원으로서 연방재무부의 수장이다. 켈러주터는 이전에 2017~2018년 임기 동안 국무회의 의장을 역임했으며, 1월 1일부터 2024년 임기 동안 스위스 부통령을 역임했다.